# Christian Süss
Christian Süss (en allemand Christian Süß) est un pongiste allemand né le 28 juillet 1985 à Ahlen.
Il est triple champion d'Europe par équipes et en double avec son coéquipier Timo Boll. Il a remporté le championnat d'Allemagne avec son club du Borussia Düsseldorf en 2009, l'Open d'Allemagne ITTF en 2009, et la médaille d'argent par équipe aux Jeux Olympiques de 2008. Il est vice-champion du monde en double en 2005 et par équipes en 2004.

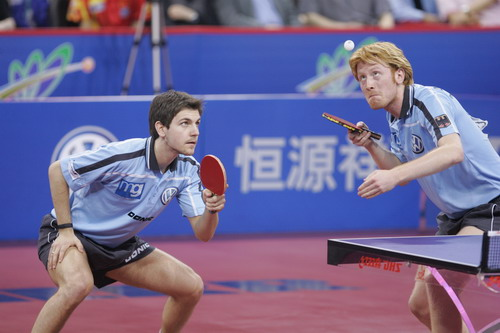
Avec Timo Boll.

Son meilleur classement mondial est n°19 en juillet 2010. Son club actuel est le Borussia Düsseldorf.

## Palmarès
- Vice-champion du monde de double 2005 (avec Timo Boll)
- Champion d'Allemagne Simple Homme 2010
- Vainqueur de l'Open de République Tchèque 2012